# Ileana Gyarfaș
Ileana Gyarfaș, po mężu Diaconescu (ur. 8 stycznia 1932 w Klużu) – rumuńska gimnastyczka, uczestniczka Igrzysk Olimpijskich w 1952 w Helsinkach. Na igrzyskach olimpijskich zajęła 58. miejsce w wieloboju gimnastycznym.